# Provincia de Hà Tây
Hà Tây es una antigua provincia de Vietnam, ubicada en el Delta del Río Rojo e incluida hoy en día en la provincia de la ciudad capital del país, Hanói.
La decisión de incluir la antigua provincia en la ciudad de Hanói se tomó el 29 de mayo de 2008, siendo finalmente afectiva a partir del 1 de agosto de 2009.